# クララ会
クララ会（Ordo Sanctae Clarae）はカトリック教会の女子観想修道会。

## 沿革

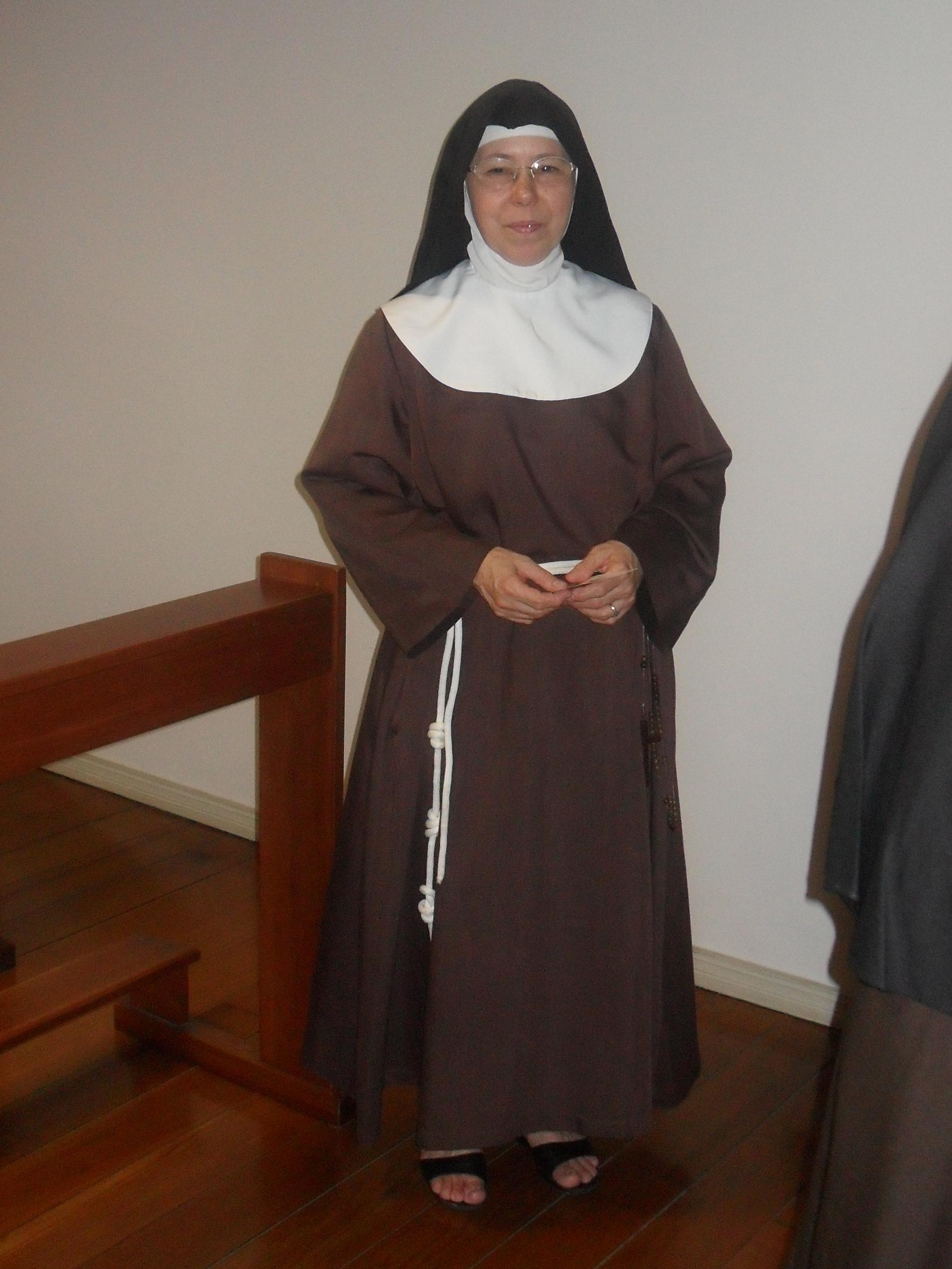
クララ会の修道女

1212年3月18日、聖クララ会はフランシスコ会の創立者アッシジのフランチェスコと、その精神と生き方に感銘を受けたアッシジのキアラ（クララ）により創立、1253年8月10日に教皇インノケンティウス4世によって認可された。フランチェスコの精神の下、福音的貧しさを生きる修道女の共同体である。祈りと自給自足の観想生活を送る。

## 日本での設立
日本における米国系のクララ会の活動はアメリカ合衆国ボストンに設立された修道院によってもたらされ、群馬県桐生市に修道院が設立された。他に、上越市、福岡県小郡市に修道院がある。